# Бассано, Франческо
Франческо Бассано Младший, также известный как Франческо Джамбатиста даль Понте, или Франческо-даль-Понте Младший, Бассано дель Граппа (итал. Francesco Giambattista Dal Ponte, Francesco Dal Ponte il Giovane, Francesco Bassano il Giovane, Bassano del Grappa, 7 января 1549, Бассано-дель-Граппа — 4 июля 1592, Венеция) — итальянский живописец периода кватроченто венецианской школы.

## Биография
Франческо Бассано родился в Бассано-дель-Граппа близ Венеции, и был старшим сыном более известного живописца Якопо Бассано, внуком Франческо-да-Понте-старшего. Учился живописи у отца и работал в семейной мастерской вместе с братьями Леандро, Джамбаттиста и Джироламо.
Переехав в Венецию около 1578 года, он работал на реконструкции Дворца дожей и должен был написать несколько картин. Он был склонен к ипохондрии, что усугубляло его другие недуги, включая возможную депрессию. Вскоре после смерти отца в 1592 году Франческо покончил жизнь самоубийством, выбросившись из окна. Его брат Леандро Бассано продолжил руководство семейной живописной мастерской.
В 1574 году вместе с отцом он написал алтарную картину «Проповедь Святого Павла» для церкви Сант-Антонио-Абате в Маростике, а в 1577 году — «Обрезание Христа» для собора Санта-Мария-ин-Колле в Бассано-дель-Граппа, ныне хранящееся в местном городском музее. Работа «Осмеянный Христос», приписываемая ему, но с оговорками, хранится в Галерее Академии изящных искусств в Неаполе.
В церкви Санта-Мария-делла-Презентасьон монастырского комплекса Цителле на венецианском острове Джудекка хранится картина «Введение во храм». Два произведения художника имеются в Риме: «Пресвятая Троица» в капелле Святой Троицы церкви Иль-Джезу и «Ассунта», запрестольный образ главного алтаря церкви Сан-Луиджи-дей-Франчези. В базилике Санта-Мария-Маджоре в Бергамо хранится «Тайная вечеря», датируемая 1584—1586 годами.
В санкт-петербургском Эрмитаже также имеются три картины художника, в том числе две из серии «Двенадцать месяцев». Якопо Бассано Старший создал несколько вариантов серии вместе с сыновьями, поэтому их точная атрибуция затруднительна. В разных музеях, в том числе в Музее истории искусств в Вене и в Национальной галерее в Праге, имеются другие реплики серии.

## Галерея
- Лето. 1570. Холст, масло. Государственный Эрмитаж, Санкт-Петербург
- Осень с Моисеем, получающим десять заповедей. Ок. 1575. Холст, масло. Музей истории искусств, Вена
- Чудо насыщения хлебами и рыбами. 1580-е. Холст, масло. Государственный Эрмитаж, Санкт-Петербург
- Мальчик с флейтой. 1583. Холст, масло. Музей истории искусств, Вена
- Портрет бородатого мужчины с песочными часами и астролябией. Ок. 1580. Холст, масло. Музей истории искусств, Вена
- Поклонение волхвов. Холст, масло. Прадо, Мадрид
- Ассунта (Вознесение Девы Марии). Главный алтарь церкви Сан-Луиджи-дей-Франчези, Рим
- Поклонение пастухов. Ок. 1575. Холст, масло. Музей Варшавской архиепархии